# Осеевская волость
Осеевская волость — волость в составе Богородского уезда Московской губернии. Существовала до 1919 года. Центром волости было село Анискино.
В состав волости вошли селения Алмазово, Анискино, Глинки, Городище, Жарково, Жегалово, Жеребцы, Кишкино, Корпуса, Ледово, Леониха,  Медвежьи Озёра, Митянино, Моносеево, Назарово, Никифорово, Новинки, Орловка, Осеево, Петровская Слобода, Родинки, Савинки, Серково, Ситьково, Соколово, Солнцево, Хотово, Чудинки, Шевёлкино и Шолохово.
Под данным 1890 года в сёлах Алмазово, Анискино, Жегалово, Саввино, деревне Осеево, на Аристовом погосте, погосте Глинки и в Петровской слободе действовали школы. На Соболевской и Городищенской мызах и на погосте Глинки имелись больницы, а в селе Алмазово — богадельня.
17 мая 1919 года Осеевская и Гребневская волости Богородского уезда были объединены в Щёлковскую волость.